# Swag (альбом Джастина Бибера)
Swag — седьмой студийный альбом канадского певца Джастина Бибера. Он был выпущен как альбом-сюрприз на лейблах ILH Productions и Def Jam 11 июля 2025 года. В записи альбома приняли участие Gunna, Druski, Dijon, Lil B, Sexyy Red, Cash Cobain, Эдди Бенджамин и Марвин Винанс. Продюсерами альбома стали Джастин Бибер, Dijon и Эдди Бенджамин, а также Картер Лэнг, Дилан Уиггинс, Дэниел Четрит, Mk.gee, Эли Теплин, Нокс Форчун, Дэниел Сизар и Harv. «Swag» является продолжением предыдущего альбома Джастина Justice и его второго мини-альбома Freedom, оба из которых были выпущены в 2021 году.
«Daisies» был выпущен 14 июля 2025 года как первый сингл из альбома. Альбом «Swag» дебютировал на втором месте в американском чарте альбомов Billboard 200, став первым студийным альбомом Бибера, не достигшим первой строчки в этом чарте, и на первом в канадском чарте Canadian Albums Chart. Альбом получил в целом положительные отзывы критиков и дебютировал на первом месте в Австрии, Бельгии, Исландии, Нидерландах и Норвегии, а также вошел в топ-10 в Австралии, Германии, Японии, Новой Зеландии, Швеции и Великобритании.

## Запись и продвижение
В январе 2023 года впервые появилась информация о том, что Джастин сосредоточен на работе над своим седьмым студийным альбомом, после того как в мае 2022 года он сообщил, что работа над альбомом почти завершена. Британский певец и автор песен Эд Ширан и жена Бибера, Хейли Бибер, в разных интервью рассказали о новых треках с альбома. 31 января 2024 года он опубликовал серию фотографий, на которых он работает в студии звукозаписи вместе с другими музыкантами.
Джастин провел первую половину 2025 года, делясь фотографиями, на которых он работает над новой музыкой, в основном в своем аккаунте Instagram, а также публикуя загадочные сообщения в своих социальных сетях. Он официально завершил запись альбома в апреле 2025 года в Исландии. Об этом он сообщил в историях в Instagram, разместив в них фотографии из звукозаписывающей студии.
10 июля 2025 года рекламные щиты со словом «swag» появились в разных местах по всему миру, включая Рейкьявик, Лос-Анджелес, Атланту и Кембридж (провинция Онтарио), первый из которых Джастин посещал во время записи песен для альбома. Другой рекламный щит на Таймс-сквер (Манхэттен) позже раскрыл список песен из альбома, состоящий из 20 песен. В преддверии релиза альбома, в начале того же года Бибер устроил джем-сейшен у себя дома в Лос-Анджелесе с Картером Лэнгом, Эдди Бенджамином и DJ Tay James.

## Мнение критиков
| Совокупная оценка | Совокупная оценка |
| Источник          | Оценка            |
| ----------------- | ----------------- |
| Metacritic        | 63/100            |
| Оценки критиков   |                   |
| Источник          | Оценка            |
| Clash             | 7/10              |
| Consequence       | C+                |
| Evening Standard  | [ 19 ]            |
| The Guardian      | [ 20 ]            |
| The Independent   | [ 21 ]            |
| Rolling Stone     | [ 22 ]            |
| The Telegraph     | [ 23 ]            |

По данным агрегатора рецензий Metacritic, «Swag» получил «в целом положительные отзывы» на основе средневзвешенной оценки 65 из 100 на основе оценок одиннадцати критиков. Брэди Брикнер-Вуд из The New Yorker похвалил альбом, сказав: «Бибер никогда не звучал так дико, так экспансивно, так искренне».

## Список композиций
| №                   | Название                                          | Автор(ы) | Продюсеры                                  | Длительность |
| ------------------- | ------------------------------------------------- | --- | ------------------------------------------ | ------------ |
| 1.                  | «All I Can Take»                                  | Джастин Бибер Картер Лэнг [англ.] Дилан Уиггинс [англ.] Эдди Бенджамин [англ.] Дэниел Четрит Tobias Jesso Jr. [англ.] Джексон Морган | Бибер Лэнг PopLyfe Бенджамин Четрит        | 4:07         |
| 2.                  | «Daisies»                                         | Бибер Mk.gee [англ.] Лэнг PopLyfe Бенджамин Dijon [англ.] Четрит Jesso                                                               | Mk.gee Лэнг PopLyfe Бенджамин Dijon Четрит | 2:56         |
| 3.                  | «Yukon»                                           | Бибер 2 Chainz Лэнг PopLyfe Duenas Четрит Эминем Havoc Magnedo7 [англ.] Джон Медора [англ.] Дэвид Уайт [англ.]                       | Лэнг PopLyfe Dijon Четрит                  | 2:43         |
| 4.                  | «Go Baby»                                         | Бибер Лэнг PopLyfe Бенджамин Эли Теплин Jesso Морган Четрит                                                                          | Лэнг PopLyfe Бенджамин Теплин              | 3:14         |
| 5.                  | «Things You Do»                                   | Бибер Лэнг Duenas | Лэнг Dijon                                 | 1:48         |
| 6.                  | «Butterflies»                                     | Бибер Лэнг PopLyfe Бенджамин Четрит Jesso Морган                                                                                     | Бибер Лэнг PopLyfe Бенджамин Четрит        | 3:13         |
| 7.                  | «Way It Is» (совместно с Gunna)                   | Бибер Gunna Лэнг PopLyfe Бенджамин Jesso Морган Четрит                                                                               | Лэнг PopLyfe                               | 3:15         |
| 8.                  | «First Place»                                     | Бибер Лэнг PopLyfe Бенджамин Нокс Форчун [англ.] Jesso Морган Четрит                                                                 | Бибер Лэнг PopLyfe Бенджамин Нокс Форчун   | 3:20         |
| 9.                  | «Soulful» (совместно с Druski)                    | Бибер Druski | Лэнг PopLyfe Бенджамин                     | 0:36         |
| 10.                 | «Walking Away»                                    | Бибер Лэнг PopLyfe Jesso Морган Четрит                                                                                               | Бибер Лэнг PopLyfe Бенджамин               | 4:04         |
| 11.                 | «Glory Voice Memo»                                | Бибер Лэнг PopLyfe Четрит | Лэнг PopLyfe Четрит                        | 1:24         |
| 12.                 | «Devotion» (совместно с Dijon)                    | Бибер Duenas Дэниел Сизар Лэнг PopLyfe Четрит                                                                                        | Dijon Дэниел Сизар Лэнг PopLyfe Четрит     | 3:54         |
| 13.                 | «Dadz Love» (совместно с Lil B)                   | Бибер Lil B Лэнг PopLyfe Ромберг Четрит                                                                                              | Лэнг PopLyfe Нокс Форчун Четрит            | 2:25         |
| 14.                 | «Therapy Session» (совместно с Druski)            | Бибер Druski | Лэнг PopLyfe Бенджамин                     | 1:18         |
| 15.                 | «Sweet Spot» (совместно с Sexyy Red)              | Бибер Sexyy Red Лэнг PopLyfe Бенджамин Jesso Morgan Четрит James Harris III Terry Lewis Элмер Бернстайн                              | Лэнг PopLyfe Бенджамин                     | 3:05         |
| 16.                 | «Standing on Business» (совместно с Druski)       | Бибер Druski | Лэнг PopLyfe Бенджамин                     | 0:50         |
| 17.                 | «405»                                             | Бибер Лэнг PopLyfe Бенджамин Jesso Морган Четрит                                                                                     | Бибер Лэнг PopLyfe Бенджамин               | 3:32         |
| 18.                 | «Swag» (совместно с Cash Cobain и Эдди Бенджамин) | Бибер Cash Cobain Лэнг PopLyfe | Лэнг Бенджамин                             | 2:30         |
| 19.                 | «Zuma House»                                      | Бибер Лэнг | Бибер Лэнг                                 | 1:23         |
| 20.                 | «Too Long»                                        | Бибер Лэнг PopLyfe Бенджамин Harv [англ.] Jesso Морган Четрит                                                                        | Лэнг PopLyfe Бенджамин Harv                | 3:04         |
| 21.                 | «Forgiveness» (в исполнении Марвин Винанс)        | Рик Фаундс |                                            | 1:30         |
| Общая длительность: | Общая длительность:                               | Общая длительность: | Общая длительность:                        | 54:09        |

## Чарты
| Чарт (2025)                            | Высшая позиция |
| -------------------------------------- | -------------- |
| Австралия Albums (ARIA)                | 2              |
| Австрия (Ö3 Austria)                   | 1              |
| Бельгия/Фландрия (Ultratop)            | 1              |
| Бельгия/Валлония (Ultratop)            | 6              |
| Канада (Canadian Albums Chart)         | 1              |
| Чехия (ČNS IFPI)                       | 12             |
| Дания Danish Albums (Hitlisten)        | 1              |
| Нидерланды (Album Top 100)             | 1              |
| Финляндия (Suomen virallinen lista)    | 19             |
| Франция French Albums (SNEP)           | 10             |
| Германия (Offizielle Top 100)          | 6              |
| Венгрия (MAHASZ)                       | 6              |
| Ирландия (Irish Albums Chart)          | 2              |
| Исландия Icelandic Albums (Tónlistinn) | 1              |
| Италия Albums (FIMI)                   | 14             |
| Япония Combined Albums (Oricon)        | 15             |
| Япония Hot Albums (Billboard Japan)    | 5              |
| Литва Albums (AGATA)                   | 12             |
| Новая Зеландия Albums (RMNZ)           | 2              |
| Нигер Nigerian Albums (TurnTable)      | 20             |
| Норвегия Albums (IFPI Norge)           | 1              |
| 22                                     |                |
| Португалия Portuguese Albums (AFP)     | 1              |
| Slovak Albums (ČNS IFPI)               | 4              |
| Испания (PROMUSICAE)                   | 8              |
| Швеция Albums (Sverigetopplistan)      | 3              |
| Швейцария (Schweizer Hitparade)        | 1              |
| Великобритания (UK Albums Chart)       | 4              |
| Великобритания (UK R&B Albums Chart)   | 5              |
| США (Billboard 200)                    | 2              |
| США (Billboard Top R&B/Hip-Hop Albums) | 2              |